# Cryosophila grayumii
Cryosophila grayumii är en enhjärtbladig växtart som beskrevs av R.J.Evans. Cryosophila grayumii ingår i släktet Cryosophila och familjen Arecaceae. IUCN kategoriserar arten globalt som akut hotad. Inga underarter finns listade i Catalogue of Life.